# Tottenham High Cross
La Tottenham High Cross a été érigée à Tottenham, à Londres, entre 1600 et 1609 par Owen Wood, doyen d'Armagh, sur le site d'une croix de chemin en bois mentionnée pour la première fois en 1409, et marque ce qui était le centre de Tottenham Village. Il y a des spéculations selon lesquelles la première structure sur le site était une balise ou un marqueur romain, situé sur une éminence sur Ermine Street, qui est devenue la Tottenham High Road.
La haute croix a été construite en brique simple, dans une conception octogonale à quatre niveaux, qui a ensuite été stuquée et ornée dans le style gothique en 1809.
On pense souvent à tort que Tottenham High Cross est une croix d'Eléonore, peut-être parce qu'elle se trouve à seulement quelques kilomètres au sud d'une des véritables croix d'Eléonore, celle de Waltham Cross.